# Список глав Ирландии

Печать президента Ирландии

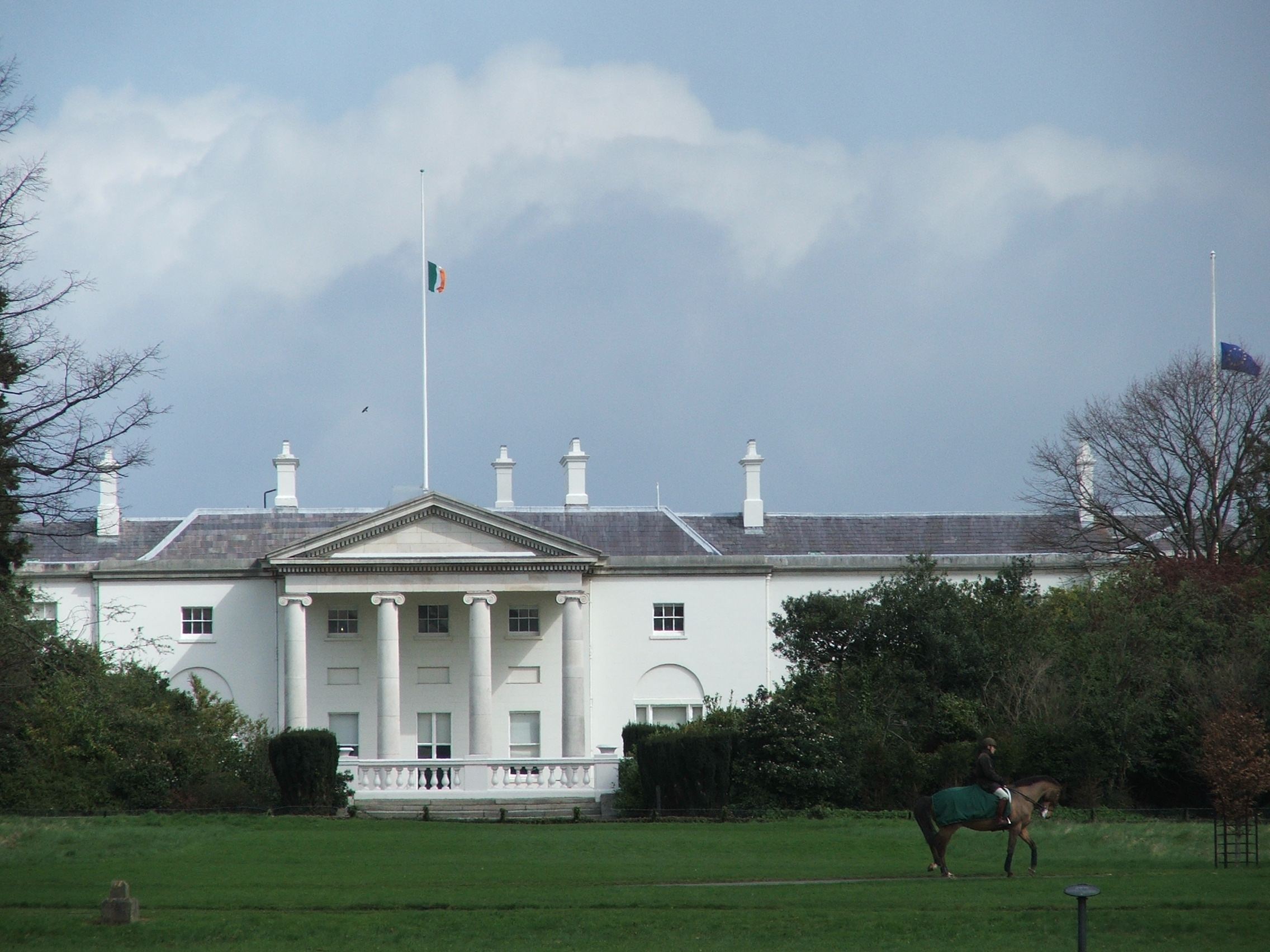
Áras an Uachtaráin — резиденция президента

Список глав Ирландии включает лиц, являвшихся главой государства Ирландия после обретения ею независимости в 1922 году, включая правивших монархов и представлявших их генерал-губернаторов, избранных президентов с момента учреждения в 1937 году соответствующего поста, а также лиц, коллегиально и ограниченно исполнявших президентские полномочия в составе Президентской комиссии, временно замещавшей президентский пост.
По конституции Ирландии, принятой на референдуме 1937 года и вступившей в силу 29 декабря 1937 года, вместо представлявшего британского монарха генерал-губернатора был учреждён церемониальный пост президента Ирландии (ирл. Uachtarán na hÉireann, англ. Presidents of Ireland). При этом государство не было провозглашено республикой, и британский монарх продолжал править в качестве короля Ирландского Свободного Государства (англ. Irish Free State, ирл. Saorstát Éireann), а президент Ирландии осуществлял символические функции исключительно внутри страны. Только по Закону об Ирландии 1948 года, подписанному 21 декабря 1948 года и вступившему в силу 18 апреля 1949 года, в Пасхальный понедельник, в 33-ю годовщину начала Пасхального восстания, страна была провозглашена республикой, получившей наименование Республика Ирландия (ирл. Poblacht na hÉireann, англ. Republic of Ireland). По этому закону международные и дипломатические функции, ранее принадлежавшие монарху, были предоставлены президенту Ирландии, что окончательно установило его статус главы государства. В соответствии с действующими на тот момент правилами Содружества, декларация создания республики автоматически прекратила её членство в нём.
Президент Ирландии избирается всенародным тайным голосованием сроком на 7 лет. Лицо, которое занимает или занимало ранее должность президента, может единожды претендовать на переизбрание на эту должность. Президентские выборы должны состояться ровно за шестьдесят дней до даты окончания срока полномочий предшественника, но в случае отрешения президента от должности или в случаях его смерти, отставки, постоянной неспособности выборы должны состояться в пределах шестидесяти дней после подобного события. Вступление президента в должность происходит в день, следующий за днём окончания срока нахождения в должности его предшественника, либо насколько возможно скорее после отрешения его предшественника от должности или его смерти, отставки, стойкой неспособности, — а до этого президентские полномочия исполняет Президентская комиссия в составе Главного судьи (ирл. Príomh-Bhreitheamh na hÉireann, англ. Chief Justice of Ireland), являющегося председателем Верховного суда (ирл. Cúirt Uachtarach na hÉireann, англ. Supreme Court of Ireland), и руководителей обеих палат Парламента (ирл. Oireachtas, «Эрахтас»), — нижней, Дойл Эрен (ирл. Dáil Éireann, англ. Assembly of Ireland), и верхней, Сенад Эрен (ирл. Seanad Éireann, англ. Senate of Ireland). В случае, если имеется только один кандидат, выборы не проводятся и он автоматически вступает в должность.
Применённая в первом столбце таблиц нумерация является условной. Также условным является использование в первых столбцах цветовой заливки, служащей для упрощения восприятия принадлежности лиц к различным политическим силам без необходимости обращения к столбцу, отражающему партийную принадлежность. В столбце «Выборы» отражены состоявшиеся выборные процедуры, а также указание на работу Президентской комиссии при вакансии поста. Наряду с партийной принадлежностью, в столбце «Партия» также отражён внепартийный (независимый) статус персоналий, или их принадлежность к вооружённым силам. Для удобства список разделён на принятые в ирландской историографии периоды истории государства. Приведённые в преамбулах к каждому из разделов описания этих периодов призваны пояснить особенности политического процесса.

## Ирландское Свободное Государство (1922—1937)
Ирландское Свободное Государство (ирл. Saorstát Éireann, англ. Irish Free State) — государство-доминион, созданное 6 декабря 1922 года в соответствии с Англо-ирландским договором, подписанным годом раньше, — с момента введения в действие королевской прокламацией конституции Ирландского Свободного Государства. На момент создания включало всю территорию острова Ирландия, но Северная Ирландия (ирл. Tuaisceart Éireann, англ. Northern Ireland, ольст.-шотл. Norlin Airlann) уже на следующий день воспользовалась закреплённым в договоре правом на сецессию. Ирландское Свободное Государство официально прекратило существование 29 декабря 1937 года после принятия на референдуме новой конституции, ставшей следующим шагом в преобразовании доминиона в современную Республику Ирландия.
| Портрет                                                        | Имя (годы жизни) | Правление      | Правление | Династия                        | Наименование титула | Пр.           |
| Портрет                                                        | Имя (годы жизни) | Начало         | Окончание | Династия                        | Наименование титула | Пр.           |
| -------------------------------------------------------------- | --- | -------------- | --- | ------------------------------- | --- | ------------- |
|                                                                | Георг V (1865—1936) англ. George V (урожд. Джордж Фредерик Эрнест Альберт англ. George Frederick Ernest Albert)                                                | 6 декабря 1922 | 13 мая 1927 | Виндзоры англ. House of Windsor | Милостью Божьей, Соединённого Королевства Великобритании и Ирландии и Британских доминионов за морями король, защитник веры, император Индии англ. By the Grace of God of the United Kingdom of Great Britain and Ireland and of the British Dominions beyond the Seas King, Defender of the Faith, Emperor of India | [ 8 ] [ 9 ]   |
| 13 мая 1927                                                    | Георг V (1865—1936) англ. George V (урожд. Джордж Фредерик Эрнест Альберт англ. George Frederick Ernest Albert)                                                | 20 января 1936 | Милостью Божьей, Великобритании, Ирландии и Британских доминионов за морями король, защитник веры, император Индии англ. By the Grace of God of Great Britain, Ireland and the British Dominions beyond the Seas King, Defender of the Faith, Emperor of India | Виндзоры англ. House of Windsor | | [ 8 ] [ 9 ]   |
|                                                                | Эдуард VIII (1894—1972) англ. Edward VIII (урожд. Эдуард Альберт Кристиан Джордж Эндрю Патрик Дэвид англ. Edward Albert Christian George Andrew Patrick David) | 20 января 1936 | Милостью Божьей, Великобритании, Ирландии и Британских доминионов за морями король, защитник веры, император Индии англ. By the Grace of God of Great Britain, Ireland and the British Dominions beyond the Seas King, Defender of the Faith, Emperor of India | Виндзоры англ. House of Windsor | 11 декабря 1936 | [ 10 ] [ 11 ] |
| С 11 декабря 1936 года по 29 декабря 1937 года — трон вакантен | |                | |                                 | |               |

### Список генерал-губернаторов Ирландии
|                                                 | Портрет | Имя (годы жизни)                                                                 | Полномочия     | Полномочия      | Наименование должности | Пр.           |
| Начало                                          | Портрет | Имя (годы жизни)                                                                 | Окончание      |                 | Наименование должности | Пр.           |
| ----------------------------------------------- | ------- | -------------------------------------------------------------------------------- | -------------- | --------------- | --- | ------------- |
| 1                                               |         | Тимоти Майкл Хили (1855—1931) ирл. Tadhg Ó hEaluithe англ. Timothy Michael Healy | 6 декабря 1922 | 1 февраля 1928  | Генерал-губернатор в Ирландском Свободном Государстве и над ним ирл. Seanascal Shaorstáit Eireann англ. Governor-General in and over the Irish Free State | [ 12 ] [ 13 ] |
| 2                                               |         | Джеймс Макнилл (1869—1938) ирл. Séamus Mac Néill англ. James McNeill             | 1 февраля 1928 | 1 ноября 1932   | Генерал-губернатор в Ирландском Свободном Государстве и над ним ирл. Seanascal Shaorstáit Eireann англ. Governor-General in and over the Irish Free State | [ 14 ] [ 15 ] |
| С 1 по 26 ноября 1932 года — должность вакантна |         |                                                                                  |                |                 | |               |
| 3                                               |         | Донал Бакли (1866—1963) ирл. Domhnall Ua Buachalla англ. Donal Buckley           | 26 ноября 1932 | 11 декабря 1936 | Генерал-губернатор в Ирландском Свободном Государстве и над ним ирл. Seanascal Shaorstáit Eireann англ. Governor-General in and over the Irish Free State | [ 16 ] [ 17 ] |

## Ирландия (1937—1949)
Ирландия (ирл.  Éire, англ. Ireland) — наименование страны, установленное конституцией, принятой на референдуме 1937 года и вступившей в силу 29 декабря 1937 года. По этой конституции вместо представлявшего британского монарха генерал-губернатора был учреждён церемониальный пост президента Ирландии (ирл. Uachtarán na hÉireann, англ. President of Ireland). При этом государство не было провозглашено республикой, и британский монарх продолжал править в качестве короля Ирландии, а президент Ирландии осуществлял символические функции исключительно внутри государства.
|        | Портрет | Имя (годы жизни)                                                                                       | Полномочия      | Полномочия     | Партия                                                  | Выборы      | Наименование должности                                                   | Пр.           |
| Начало | Портрет | Имя (годы жизни)                                                                                       | Окончание       |                | Партия                                                  | Выборы      | Наименование должности                                                   | Пр.           |
| ------ | ------- | --- | --------------- | -------------- | ------------------------------------------------------- | ----------- | ------------------------------------------------------------------------ | ------------- |
| —      |         | Тимоти Майкл Салливан (1874—1949) ирл. Tiamtha Ó Súileabhain англ. Timothy Michael Sullivan            | 29 декабря 1937 | 24 июня 1938   | независимый                                             | [ комм. 8 ] | Комиссия ирл. Coimisiún англ. Commission                                 | [ 18 ] [ 19 ] |
| —      |         | Фрэнсис Патрик Фахи (1879—1953) ирл. Próinsias Pádraig Ó Fáthaigh англ. Francis Patrick Fahy           | 29 декабря 1937 | 24 июня 1938   | Фианна Файл                                             | [ комм. 8 ] | Комиссия ирл. Coimisiún англ. Commission                                 | [ 18 ] [ 20 ] |
| —      |         | Конор Александер Магуайер (1889—1971) ирл. Conchobar Alasdair Mag Uidhir англ. Conor Alexander Maguire | 29 декабря 1937 | 24 июня 1938   | независимый                                             | [ комм. 8 ] | Комиссия ирл. Coimisiún англ. Commission                                 | [ 18 ] [ 21 ] |
| 1      |         | Дуглас Росс Хайд (1860—1949) ирл. Dubhghlas de hÍde англ. Douglas Ross Hyde                            | 25 июня 1938    | 24 июня 1945   | Фианна Файл выдвинут по общему межпартийному соглашению | 1938        | Президент Ирландии ирл. Uachtarán na hÉireann англ. President of Ireland | [ 22 ] [ 23 ] |
| 2 (I)  |         | Шон Томас О’Келли (1882—1966) ирл. Seán Tomás Ó Ceallaigh англ. Sean Thomas O'Kelly                    | 25 июня 1945    | 18 апреля 1949 | Фианна Файл                                             | 1945        | Президент Ирландии ирл. Uachtarán na hÉireann англ. President of Ireland | [ 24 ] [ 25 ] |

## Республика Ирландия (с 1949)
Республика Ирландия (ирл. Poblacht na hÉireann, англ. Republic of Ireland) — наименование страны, принятое после вступления в силу Закона об Ирландии 1948 года. Закон вступил в силу 18 апреля 1949 года, в Пасхальный понедельник, в 33-ю годовщину начала Пасхального восстания. Международные и дипломатические функции, ранее принадлежавшие монарху, были переданы президенту Ирландии, что окончательно установило его статус главы государства. В соответствии с действовавшими правилами Содружества, декларирование республики автоматически прекратило её в нём членство и формы влияния на политику национального правительства со стороны правительства Его Величества.
|          | Портрет        | Имя (годы жизни) | Полномочия       | Полномочия                                            | Партия                                                                                 | Выборы       | Наименование должности                                                   | Пр.           |
| Начало   | Портрет        | Имя (годы жизни) | Окончание        |                                                       | Партия                                                                                 | Выборы       | Наименование должности                                                   | Пр.           |
| -------- | -------------- | --- | ---------------- | ----------------------------------------------------- | -------------------------------------------------------------------------------------- | ------------ | ------------------------------------------------------------------------ | ------------- |
| 2 (I—II) |                | Шон Томас О’Келли (1882—1966) ирл. Seán Tomás Ó Ceallaigh англ. Sean Thomas O'Kelly                                                      | 18 апреля 1949   | 24 июня 1952                                          | Фианна Файл                                                                            | (1945)       | Президент Ирландии ирл. Uachtarán na hÉireann англ. President of Ireland | [ 24 ] [ 25 ] |
| 2 (I—II) | 25 июня 1952   | Шон Томас О’Келли (1882—1966) ирл. Seán Tomás Ó Ceallaigh англ. Sean Thomas O'Kelly                                                      | 24 июня 1959     | Фианна Файл самовыдвиженец, поддержан всеми партиями  | 1952                                                                                   |              | Президент Ирландии ирл. Uachtarán na hÉireann англ. President of Ireland | [ 24 ] [ 25 ] |
| 3 (I—II) |                | Имон де Валера (1882—1975) ирл. Éamonn de Bhailéara англ. Éamon de Valera (урожд. Эдвард Джордж де Валера англ. Edward George de Valera) | 25 июня 1959     | 24 июня 1966                                          | Фианна Файл                                                                            | 1959         | Президент Ирландии ирл. Uachtarán na hÉireann англ. President of Ireland | [ 28 ] [ 29 ] |
| 3 (I—II) | 25 июня 1966   | Имон де Валера (1882—1975) ирл. Éamonn de Bhailéara англ. Éamon de Valera (урожд. Эдвард Джордж де Валера англ. Edward George de Valera) | 24 июня 1973     | 1966                                                  | Фианна Файл                                                                            |              | Президент Ирландии ирл. Uachtarán na hÉireann англ. President of Ireland | [ 28 ] [ 29 ] |
| 4        |                | Эрскин Гамильтон Чайлдерс (1905—1974) ирл. Erskine Childers англ. Erskine Hamilton Childers                                              | 25 июня 1973     | 17 ноября 1974                                        | Фианна Файл                                                                            | 1973         | Президент Ирландии ирл. Uachtarán na hÉireann англ. President of Ireland | [ 30 ] [ 31 ] |
| —        |                | Томас Фрэнсис О’Хиггинс (1916—2003) ирл. Tomás Ó hUiginn англ. Thomas Francis O'Higgins                                                  | 17 ноября 1974   | 18 декабря 1974                                       | независимый                                                                            | [ комм. 16 ] | Комиссия ирл. Coimisiún англ. Commission                                 | [ 32 ] [ 33 ] |
| —        |                | Шон Даниэль Трэйси (1923—2018) ирл. Seán Ó Treasaigh англ. Seán Daniel Treacy                                                            | 17 ноября 1974   | 18 декабря 1974                                       | Лейбористская партия                                                                   | [ комм. 16 ] | Комиссия ирл. Coimisiún англ. Commission                                 | [ 32 ] [ 34 ] |
| —        |                | Джеймс Клемент Игнатиус Дудж (1922—2010) ирл. Séamus Ó Dubhthaigh англ. Carroll O'Daly                                                   | 17 ноября 1974   | 18 декабря 1974                                       | Фине Гэл                                                                               | [ комм. 16 ] | Комиссия ирл. Coimisiún англ. Commission                                 | [ 32 ] [ 35 ] |
| 5        |                | Кэрролл О’Дэли (1911—1978) ирл. Cearbhall Ó Dálaigh англ. Carroll O'Daly                                                                 | 19 декабря 1974  | 22 октября 1976                                       | Фианна Файл выдвинут по общему межпартийному соглашению                                | 1974         | Президент Ирландии ирл. Uachtarán na hÉireann англ. President of Ireland | [ 36 ] [ 37 ] |
| —        |                | Томас Фрэнсис О’Хиггинс (1916—2003) ирл. Tomás Ó hUiginn англ. Thomas Francis O'Higgins                                                  | 22 октября 1976  | 2 декабря 1976                                        | независимый                                                                            | [ комм. 19 ] | Комиссия ирл. Coimisiún англ. Commission                                 | [ 33 ] [ 38 ] |
| —        |                | Шон Даниэль Трэйси (1923—2018) ирл. Seán Ó Treasaigh англ. Seán Daniel Treacy                                                            | 22 октября 1976  | 2 декабря 1976                                        | Лейбористская партия                                                                   | [ комм. 19 ] | Комиссия ирл. Coimisiún англ. Commission                                 | [ 34 ] [ 38 ] |
| —        |                | Джеймс Клемент Игнатиус Дудж (1922—2010) ирл. Séamus Ó Dubhthaigh англ. James Clement Ignatius Dooge                                     | 22 октября 1976  | 2 декабря 1976                                        | Фине Гэл                                                                               | [ комм. 19 ] | Комиссия ирл. Coimisiún англ. Commission                                 | [ 35 ] [ 38 ] |
| 6 (I—II) |                | Патрик Джон Хиллери (1923—2008) ирл. Pádraig Seán Ó hIrighile англ. Patrick John Hillery                                                 | 3 декабря 1976   | 2 декабря 1983                                        | Фианна Файл                                                                            | 1976         | Президент Ирландии ирл. Uachtarán na hÉireann англ. President of Ireland | [ 39 ] [ 40 ] |
| 6 (I—II) | 3 декабря 1983 | Патрик Джон Хиллери (1923—2008) ирл. Pádraig Seán Ó hIrighile англ. Patrick John Hillery                                                 | 2 декабря 1990   | 1983                                                  | Фианна Файл                                                                            |              | Президент Ирландии ирл. Uachtarán na hÉireann англ. President of Ireland | [ 39 ] [ 40 ] |
| 7        |                | Мэри Тереза Уинфред Робинсон (1944—) ирл. Máire Treasa Úna Mhic Róibín англ. Mary Therese Winifred Robinson                              | 3 декабря 1990   | 12 сентября 1997                                      | независимый выдвинута Лейбористской партией, Рабочей партией и независимыми политиками | 1990         | Президент Ирландии ирл. Uachtarán na hÉireann англ. President of Ireland | [ 41 ] [ 42 ] |
| —        |                | Уильям Брайан Хэмилтон (1928—2000) ирл. Liam Hamilton англ. William Brian Hamilton                                                       | 12 сентября 1997 | 10 ноября 1997                                        | независимый                                                                            | [ комм. 21 ] | Комиссия ирл. Coimisiún англ. Commission                                 | [ 43 ] [ 44 ] |
| —        |                | Симус Патрик Паттисон (1936—2018) ирл. Séamus Mac Pháidín англ. Séamus Patrick Pattison                                                  | 12 сентября 1997 | 10 ноября 1997                                        | Лейбористская партия                                                                   | [ комм. 21 ] | Комиссия ирл. Coimisiún англ. Commission                                 | [ 44 ] [ 45 ] |
| —        |                | Лиам Томас Косгрейв (1956—) ирл. Liam Tomás Mac Cosgair англ. Liam Thomas Cosgrave                                                       | 12 сентября 1997 | 17 сентября 1997                                      | Фине Гэл                                                                               | [ комм. 21 ] | Комиссия ирл. Coimisiún англ. Commission                                 | [ 44 ] [ 46 ] |
| —        |                | Брайан Маллули (1935—) ирл. Brian Ó Maoluala англ. Brian Mullooly                                                                        | 17 сентября 1997 | 10 ноября 1997                                        | Фианна Файл                                                                            | [ комм. 21 ] | Комиссия ирл. Coimisiún англ. Commission                                 | [ 44 ]        |
| 8 (I—II) |                | Мэри Патришия Мак-Элис (1951—) ирл. Máire Pádraigín Bean Mhic Ghiolla Íosa англ. Mary Patricia McAleese                                  | 11 ноября 1997   | 10 ноября 2004                                        | Фианна Файл                                                                            | 1997         | Президент Ирландии ирл. Uachtarán na hÉireann англ. President of Ireland | [ 47 ] [ 48 ] |
| 8 (I—II) | 11 ноября 2004 | Мэри Патришия Мак-Элис (1951—) ирл. Máire Pádraigín Bean Mhic Ghiolla Íosa англ. Mary Patricia McAleese                                  | 10 ноября 2011   | Фианна Файл самовыдвиженец, поддержана всеми партиями | 2004                                                                                   |              | Президент Ирландии ирл. Uachtarán na hÉireann англ. President of Ireland | [ 47 ] [ 48 ] |
| 9 (I—II) |                | Майкл Дэниел Хиггинс (1941—) ирл. Mícheál Daniél Ó hUiginn англ. Michael Daniel Higgins                                                  | 11 ноября 2011   | 10 ноября 2018                                        | Лейбористская партия                                                                   | 2011         | Президент Ирландии ирл. Uachtarán na hÉireann англ. President of Ireland | [ 49 ] [ 50 ] |
| 9 (I—II) | 11 ноября 2018 | Майкл Дэниел Хиггинс (1941—) ирл. Mícheál Daniél Ó hUiginn англ. Michael Daniel Higgins                                                  | действующий      | 2018                                                  | Лейбористская партия                                                                   |              | Президент Ирландии ирл. Uachtarán na hÉireann англ. President of Ireland | [ 49 ] [ 50 ] |